# Trosly-Breuil
Pour les articles homonymes, voir Breuil.
Trosly-Breuil est une commune française située dans le département de l'Oise, en région Hauts-de-France.

## Géographie

### Localisation
La commune de Trosly-Breuil est située dans l'Oise, dans le canton de Compiègne-1. Elle se trouve à l'orée de la forêt de Compiègne (forêt domaniale).
La superficie de la commune est de 1098 hectares dont 580 hectares boisés.
Les cinq communes limitrophes sont :
| Rethondes    |               | Berneuil-sur-Aisne |
| Compiègne    | Trosly-Breuil |                    |
| Vieux-Moulin |               | Cuise-la-Motte     |

### Relief et hydrographie
L'altitude de la commune est d'environ 40 m, le point le plus bas (34 m) est à l'ouest sur l'Aisne et le point le plus haut (134 m) est au sud-ouest le mont Saint-Mard.
La commune est bordée par la rivière Aisne, son module y est de 65,4 m3/s, son bassin versant de 7 940 km2. Elle est traversée par les rus de Breuil, de Géromé, de la Grande Voirie d'Héran, du Marais de la Motte et de Vandy.

### Hydrographie
La commune est située dans le bassin Seine-Normandie. Elle est drainée par l'Aisne, la dérivation d'Herant, le fossé 02 de la Rue des Bois, le fossé du Mont Fermé et le ru de la Grande Voirie Dherant,,.
L'Aisne est un  cours d'eau naturel navigable de 256 km de longueur, traversant les cinq départements Meuse, Marne, Ardennes, Aisne, Oise. Elle est un affluent en rive gauche de l'Oise, ce qui fait d'elle un sous-affluent de la Seine. Les caractéristiques hydrologiques de l'Aisne sont données par la station hydrologique située sur la commune de Choisy-au-Bac. Le débit moyen mensuel est de 65,4 m3/s. Le débit moyen journalier maximum est de 451 m3/s, atteint lors de la crue du 28 décembre 1993.

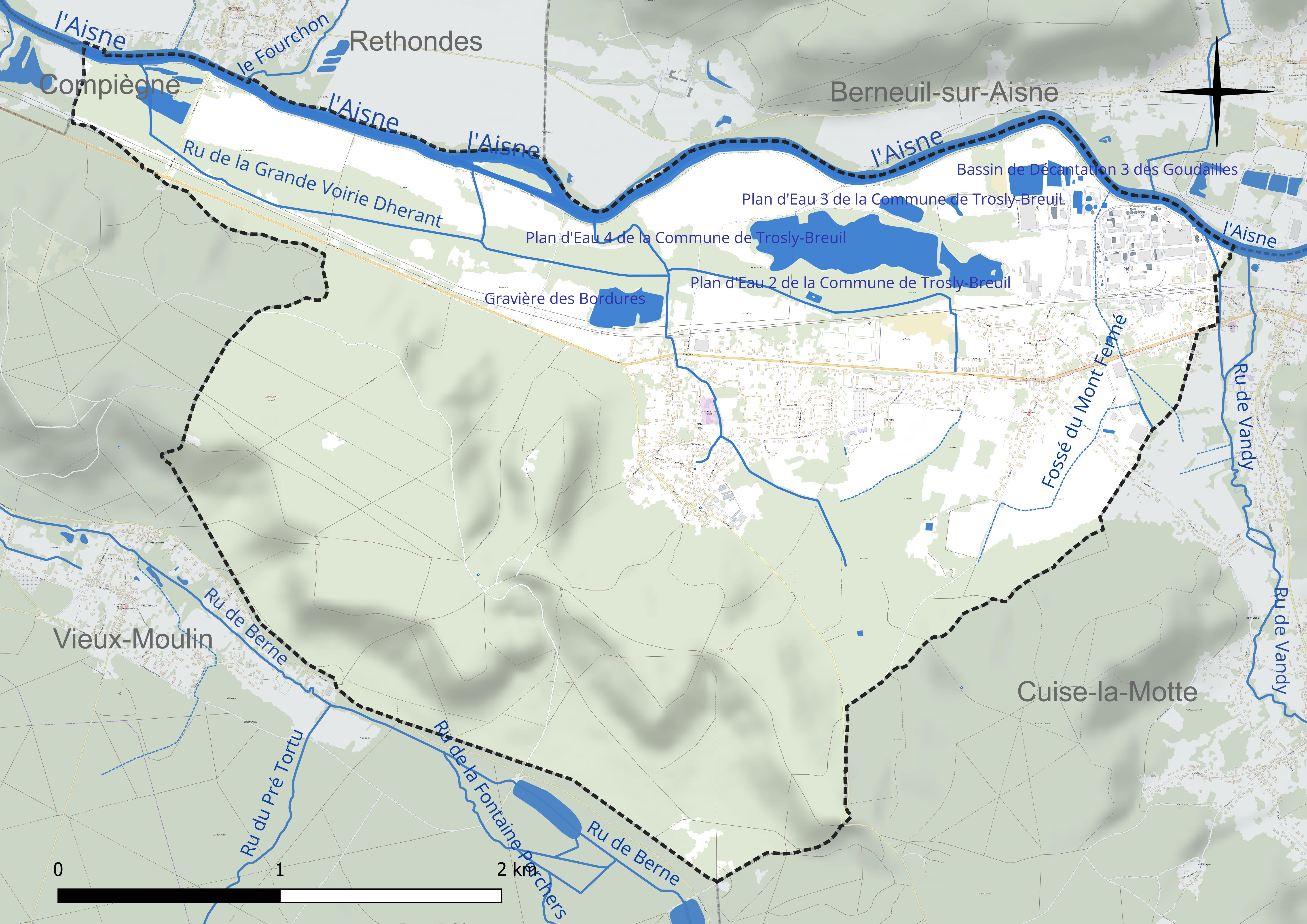
Réseau hydrographique de Trosly-Breuil.

Six plans d'eau complètent le réseau hydrographique : la gravière des Bordures (4,6 ha), le plan d'eau 1 de la commune de Trosly-Breuil (0,3 ha), le plan d'eau 2 de la commune de Trosly-Breuil (3,1 ha), le plan d'eau 3 de la commune de Trosly-Breuil (1,4 ha), le plan d'eau 4 de la commune de Trosly-Breuil (17,1 ha) et le plan d'eau de la Borne Trouée (2,1 ha),.

### Climat
Pour des articles plus généraux, voir Climat des Hauts-de-France et Climat de l'Oise.
En 2010, le climat de la commune est de type climat océanique dégradé des plaines du Centre et du Nord, selon une étude du CNRS s'appuyant sur une série de données couvrant la période 1971-2000. En 2020, Météo-France publie une typologie des climats de la France métropolitaine dans laquelle la commune est dans une zone de transition entre le climat océanique et le climat océanique altéré et est dans la région climatique  Nord-est du bassin Parisien, caractérisée par un ensoleillement médiocre, une pluviométrie moyenne régulièrement répartie au cours de l'année et un hiver froid (3 °C). 
Pour la période 1971-2000, la température annuelle moyenne est de 10,8 °C, avec une amplitude thermique annuelle de 15,2 °C. Le cumul annuel moyen de précipitations est de 682 mm, avec 11,3 jours de précipitations en janvier et 8,1 jours en juillet. Pour la période 1991-2020, la température moyenne annuelle observée sur la station météorologique la plus proche, située sur la commune de Margny-lès-Compiègne à 12 km à vol d'oiseau, est de 11,2 °C et le cumul annuel moyen de précipitations est de 633,5 mm,. Pour l'avenir, les paramètres climatiques de la commune estimés pour 2050 selon différents scénarios d'émission de gaz à effet de serre sont consultables sur un site dédié publié par Météo-France en novembre 2022.

## Urbanisme

### Typologie
Au 1er janvier 2024, Trosly-Breuil est catégorisée bourg rural, selon la nouvelle grille communale de densité à sept niveaux définie par l'Insee en 2022.
Elle appartient à l'unité urbaine de Trosly-Breuil, une agglomération intra-départementale regroupant quatre  communes, dont elle est ville-centre,,. Par ailleurs la commune fait partie de l'aire d'attraction de Compiègne, dont elle est une commune de la couronne,. Cette aire, qui regroupe 101 communes, est catégorisée dans les aires de 50 000 à moins de 200 000 habitants,.

### Occupation des sols
L'occupation des sols de la commune, telle qu'elle ressort de la base de données européenne d'occupation biophysique des sols Corine Land Cover (CLC), est marquée par l'importance des forêts et milieux semi-naturels (60,1 % en 2018), une proportion identique à celle de 1990 (60,1 %). La répartition détaillée en 2018 est la suivante : 
forêts (60,1 %), terres arables (18,5 %), zones urbanisées (12,4 %), zones industrielles ou commerciales et réseaux de communication (4,8 %), eaux continentales (2,7 %), zones agricoles hétérogènes (0,8 %), prairies (0,7 %). L'évolution de l'occupation des sols de la commune et de ses infrastructures peut être observée sur les différentes représentations cartographiques du territoire : la carte de Cassini (XVIIIe siècle), la carte d'état-major (1820-1866) et les cartes ou photos aériennes de l'IGN pour la période actuelle (1950 à aujourd'hui).

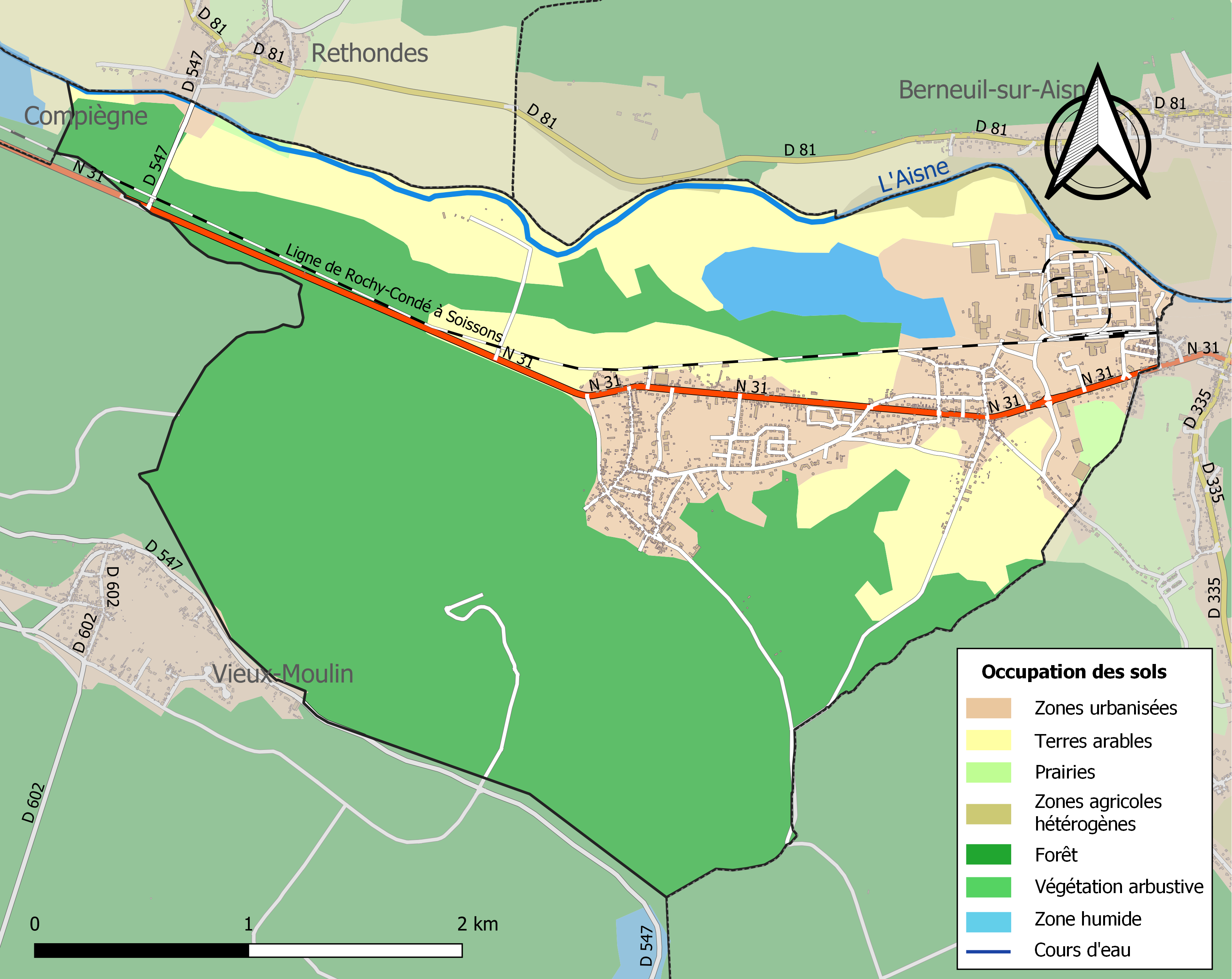
Carte des infrastructures et de l'occupation des sols de la commune en 2018 (CLC).

### Voies de communication et transports

#### Accès routier
la RN 31 traverse Trosly-Breuil, la reliant à Soissons et Compiègne. En 2008, le trafic est de 13 600 véhicules par jour, dont 3500 poids lourds et 30 convois exceptionnels.
La route départementale 547 dont le trafic en 2008 est de 757 véhicules par jour, dont 15 poids lourds.
La commune dispose de huit arrêts de bus. Les six arrêts de la RN 31, dont deux avec abris, sont dédiés à la ligne Compiègne - Soissons. Le service de bus effectue ce trajet aller-retour plusieurs fois par jour, 6 jours sur 7.

#### Accès ferroviaire
La ligne de Rochy-Condé à Soissons est en service jusqu'à la gare appartenant à la société Weylchem à Trosly-Breuil.
Les gares les plus proches sont celles de Soissons (28 km), Villers-Cotterêts (25 km), Compiègne (11 km), et La Ferté-Milon (34 km) :
- Compiègne assure le plus de trajets quotidiens vers Paris, et permet la desserte d'Amiens ou Saint-Quentin ;
- Soissons permet principalement la desserte de Laon, et offre aussi la possibilité de rejoindre Paris, ou Reims via Laon ;
- Villers-Cotterêts est à égale distance de temps de Paris que Compiègne ;
- La Ferté-Milon est la gare qui assure le trajet le plus fréquent et rapide vers Reims.

#### Transports en commun
La commune est desservie, en 2023, par les lignes 650, 651, 6302, 6319 et 6334 du réseau interurbain de l'Oise.

#### Infrastructures navigables
L'Aisne est une rivière navigable. Le trafic annuel en 2006 est de 2 400 bateaux de commerce et 600 bateaux de plaisance.

### Risques naturels et technologiques
Selon le dossier départemental des risques majeurs (DDRM) de l'Oise, Trosly-Breuil est concernée par trois risques : inondation, risque industriel et séisme.

## Toponymie

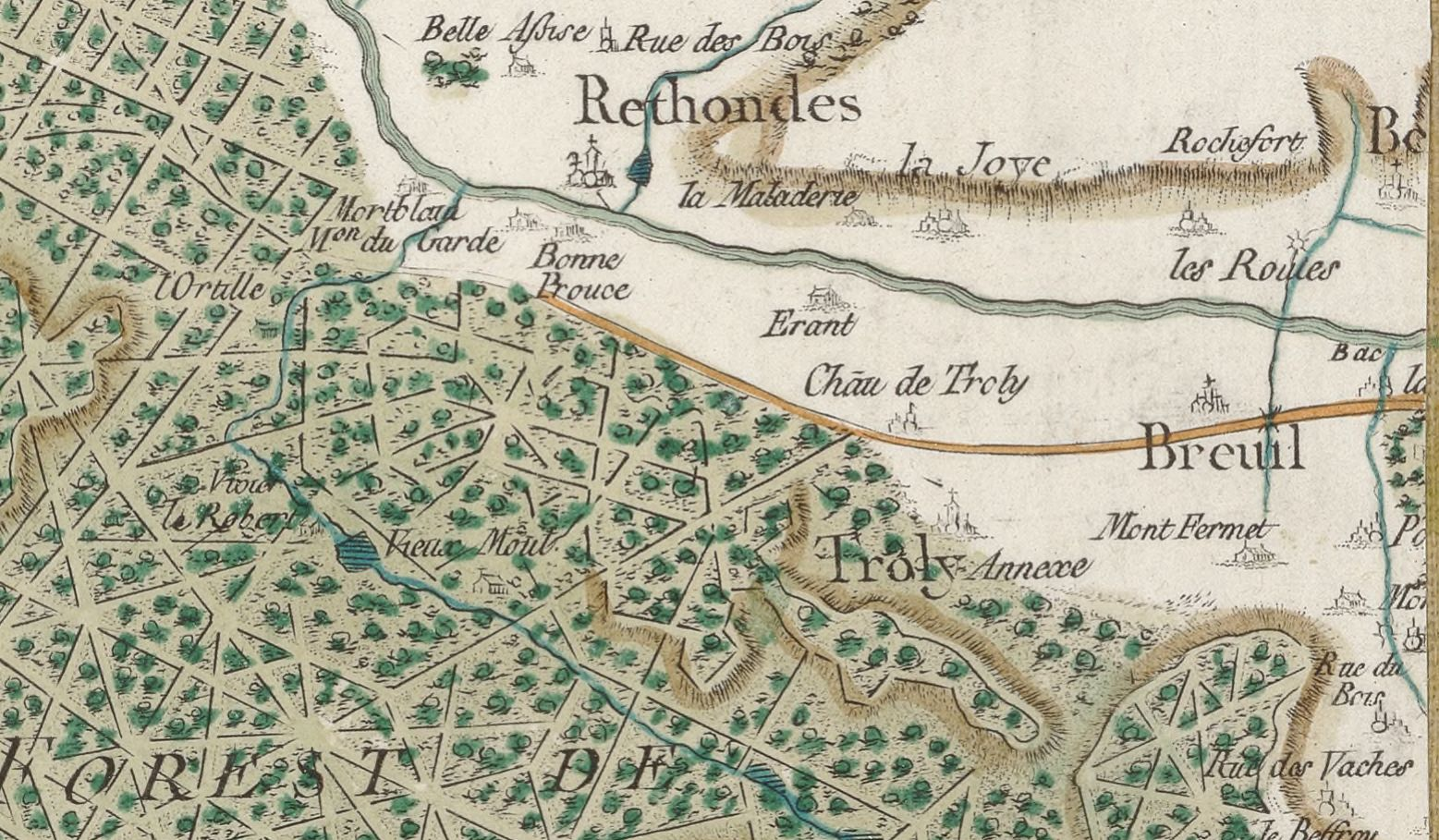
Français : Un extrait de la carte de Cassini.

Le nom de la localité est attesté sous les formes in loco Trosleio (909) ; in loco trosleio (909) ; apud Troslegium (921) ; in villa Troslegio (924) ; apud Trosliacum (956) ; Trosleium (965) ; Germundus de Trosli (1190) ; de trolliaco (vers 1200) ; Trolliacum (1218) ; Troli (vers 1269) ; Bertran de Troli (1306) ; de maioria de troiliaco (1332) ; troly (1376) ; Trosli (1540) ; Trolly (1540) ; Troili (1560) ; Trosly (1564) ; Trosly le chanvre (1595) ; Trosly-Breuil (1840).

Breuil, ancien hameau de la commune, est attesté sous les formes Bruolium (858) ; Broïlum compendii (883) ; Broïlo (vers 919) ; altare vero de villa bruelii (1057) ; Bruellium (1148) ; de brolio (vers 1200) ; Brogilium (1210) ; Bruelii villa (1230) ; Brolium (1250) ; Brucelium (1250) ; in villa de Bruelg (1310) ; de maioria Brolio (1332) ; brueil (1376) ; Breuil (1564).

Breuil, dérivé du gaulois brogilos, désignait un « petit bois » ou un « petit bois entouré d'une haie »[réf. nécessaire].

## Histoire

### Moyen Âge
Breuil était une terre du fisc, domaine foncier mérovingien constitué d'ancienne terre du fiscus, que le maire Ebroïn fit donner à l'abbaye Saint-Médard de Soissons en 656. Dotation confirmée en 858 par Charles-le-Chauve. Trosly, qu'on surnomme Trosly-aux-Bois et Trosly-le-Chanvre, était une maison royale sous les Carlovingiens. On connaît des ordonnances de Carloman rendues dans ce lieu au mois de février 883.
Le roi Lothaire tint en novembre 956 un placitum ou réunion des états du royaume.  En septembre 1155, Louis VII affranchit les hommes du roi à Trosly.
En 1258, la terre de Trosly dépendait des seigneurs d'Attichy. Le château royal de Trosly, ou se tint plusieurs conciles et assemblées de la nation, fut détruit par les Normands. Le château était situé près du village entre la route de Soissons et la rivière d'Aisne.[réf. nécessaire]
Breuil fut brûlée dans la Grande Jacquerie en 1359. La terre appartenait aux seigneurs de Cuise. L'église fut incendiée et le château assiégé. L'église a été reconstruite au XVIe siècle.

### LeXVIIesiècle
Les habitants de Trosly obtinrent très vite le droit de pacage et le droit d'usage de la forêt. Ce droit fut concédé par lettres royales en juin 1583. Il fut confirmé par Henri IV en février 1609 puis par Louis XIII et par Louis XIV en 1648.
Au XVIIe siècle, les chanvriers filassiers de Béthisy produisent et distribuent un chanvre prêt-à-filer de grande qualité. Pour compléter leur offre, ils achètent à Trosly et dans la vallée de l'Aisne un chanvre gris plus commun auquel ils donnent le nom de chanvre Picard.

## Héraldique
| Blason de Trosly-Breuil | Blason  | De sinople à quatre crosses d'or rangées en fasce, celle de dextre avec son vélum, les trois de senestre contournées, les deux du milieu abaissées et surmontées d'une couronne à l'antique du même. |
| Blason de Trosly-Breuil | Détails | Le statut officiel du blason reste à déterminer. |

## Politique et administration
| Période                                  | Période                   | Identité            | Étiquette | Qualité                                                                          |
| ---------------------------------------- | ------------------------- | ------------------- | --------- | -------------------------------------------------------------------------------- |
| Les données manquantes sont à compléter. |                           |                     |           |                                                                                  |
| 1839                                     | 1845                      | Louis-Antoine Labie |           |                                                                                  |
| ?                                        | mars 2001                 | Guy Sautret         |           |                                                                                  |
| mars 2001                                | mai 2002 (démission)      | Claude Mendez       | SE        |                                                                                  |
| juin 2002                                | mars 2008                 | Jean-Yves Lardeux   |           |                                                                                  |
| mars 2008                                | mai 2020                  | Claude Mendez       | SE        | Retraité Réélu en 2014                                                           |
| mai 2020                                 | En cours (au 27 mai 2020) | Sylvain Goupil      | SE        | Comptable, ancien premier adjoint Vice-président de la CC des Lisières de l'Oise |

## Population et société

### Démographie

#### Évolution démographique
L'évolution du nombre d'habitants est connue à travers les recensements de la population effectués dans la commune depuis 1793. Pour les communes de moins de 10 000 habitants, une enquête de recensement portant sur toute la population est réalisée tous les cinq ans, les populations de référence des années intermédiaires étant quant à elles estimées par interpolation ou extrapolation. Pour la commune, le premier recensement exhaustif entrant dans le cadre du nouveau dispositif a été réalisé en 2004.

En 2022, la commune comptait 2 024 habitants, en évolution de −3,2 % par rapport à 2016 (Oise : +0,87 %, France hors Mayotte : +2,11 %).
| 1793 | 1800 | 1806 | 1821 | 1831 | 1836 | 1841 | 1846 | 1851 |
| ---- | ---- | ---- | ---- | ---- | ---- | ---- | ---- | ---- |
| 790  | 838  | 854  | 836  | 884  | 869  | 883  | 888  | 885  |

| 1856 | 1861 | 1866 | 1872 | 1876 | 1881 | 1886 | 1891 | 1896 |
| ---- | ---- | ---- | ---- | ---- | ---- | ---- | ---- | ---- |
| 840  | 824  | 779  | 741  | 721  | 741  | 668  | 700  | 698  |

| 1901 | 1906 | 1911  | 1921 | 1926  | 1931  | 1936  | 1946  | 1954  |
| ---- | ---- | ----- | ---- | ----- | ----- | ----- | ----- | ----- |
| 872  | 986  | 1 049 | 998  | 1 227 | 1 238 | 1 180 | 1 143 | 1 414 |

| 1962  | 1968  | 1975  | 1982  | 1990  | 1999  | 2004  | 2006  | 2009  |
| ----- | ----- | ----- | ----- | ----- | ----- | ----- | ----- | ----- |
| 1 524 | 1 963 | 2 098 | 1 972 | 2 034 | 2 164 | 2 055 | 2 021 | 2 081 |

| 2014  | 2019  | 2022  | - | - | - | - | - | - |
| ----- | ----- | ----- | - | - | - | - | - | - |
| 2 096 | 2 063 | 2 024 | - | - | - | - | - | - |

#### Pyramide des âges
La population de la commune est relativement jeune.
En 2018, le taux de personnes d'un âge inférieur à 30 ans s'élève à 31,9 %, soit en dessous de la moyenne départementale (37,3 %). À l'inverse, le taux de personnes d'âge supérieur à 60 ans est de 27,2 % la même année, alors qu'il est de 22,8 % au niveau départemental.
En 2018, la commune comptait 1 030 hommes pour 1 042 femmes, soit un taux de 50,29 % de femmes, légèrement inférieur au taux départemental (51,11 %).
Les pyramides des âges de la commune et du département s'établissent comme suit.
| Hommes | Classe d’âge | Femmes |
| ------ | ------------ | ------ |
| 0,6    | 90 ou +      | 1,0    |
| 6,6    | 75-89 ans    | 9,9    |
| 19,2   | 60-74 ans    | 17,2   |
| 20,9   | 45-59 ans    | 22,7   |
| 19,1   | 30-44 ans    | 19,1   |
| 15,8   | 15-29 ans    | 13,0   |
| 17,8   | 0-14 ans     | 17,1   |

| Hommes | Classe d’âge | Femmes |
| ------ | ------------ | ------ |
| 0,5    | 90 ou +      | 1,4    |
| 5,5    | 75-89 ans    | 7,6    |
| 15,6   | 60-74 ans    | 16,3   |
| 20,8   | 45-59 ans    | 20     |
| 19,4   | 30-44 ans    | 19,4   |
| 17,6   | 15-29 ans    | 16,2   |
| 20,6   | 0-14 ans     | 19,1   |

### Lieux de cultes
Trosly-Breuil dispose de deux lieux de culte catholique et fait partie de la paroisse de la Vallée de l'Aisne appartenant au diocèse de Beauvais, lui-même membre de la province ecclésiastique de Reims. La commune utilise deux lieux de culte : l'église Saint Hilaire et la chapelle Notre-Dame-de-l'Arche qui dessert la communauté de l'Arche.

## Économie

### Revenus de la population et fiscalité
En 2010, le revenu fiscal médian par ménage était de 19 750 €, ce qui plaçait Trosly-Breuil au 8 765e rang  parmi les 31 604 communes de plus de 50 ménages en métropole.

### Emploi
En 2011, la population âgée de 15 à 64 ans s'élevait à 1 426 personnes, parmi lesquelles on comptait 74,1 % d'actifs dont 68,5 % ayant un emploi et 5,6 % de chômeurs.
On comptait 1 244 emplois dans la zone d'emploi, contre 1241 en 2006. Le nombre d'actifs ayant un emploi résidant dans la zone d'emploi étant de 978, l'indicateur de concentration d'emploi est de 127,2 %, ce qui signifie que la zone d'emploi offre un peu plus d'un emploi par habitant actif.

### Entreprises et commerces

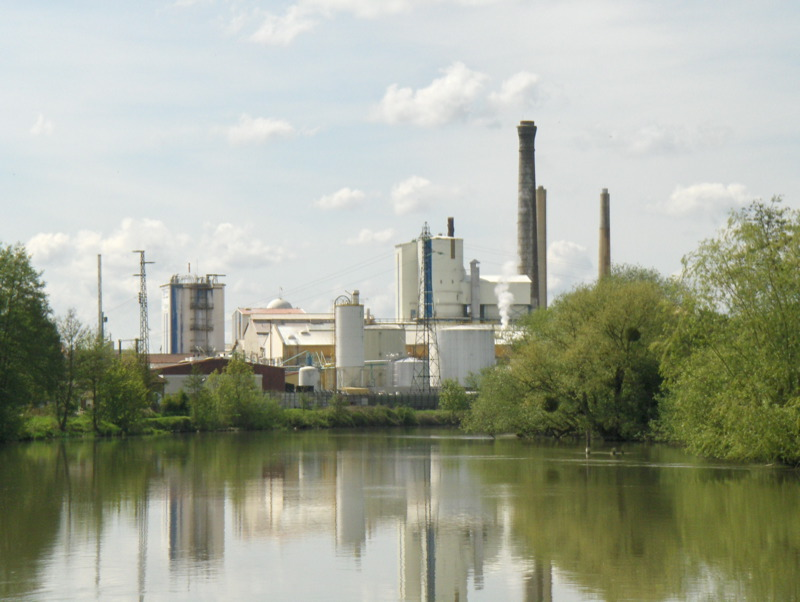
Usines chimiques WeylChem Lamotte à Trosly-Breuil.

Au 31 décembre 2011, Trosly-Breuil comptait 103 établissements : 3 dans l'agriculture-sylviculture-pêche, 10 dans l'industrie, 19 dans la construction, 63 dans le commerce-transports-services divers et 8 étaient relatifs au secteur administratif.
En 2013, dix entreprises ont été créées à Trosly-Breuil, dont six par des autoentrepreneurs.

## Culture locale et patrimoine

### Lieux et monument
- L'église Saint-Hilaire de Trosly-Breuil.

### Personnalités liées à la commune
- Adolphe Clément, né en 1855 à Pierrefonds, devient Adolphe Clément-Bayard en 1909. Il est l'un des plus grands industriels français du début du XXe siècle. Il construira notamment six dirigeables dans ses hangars de la Motte-Breuil.
- Jean Vanier, en 1964, c'est à Trosly-Breuil que Jean Vanier fait venir deux handicapés mentaux Philippe Seux et Raphaël Simi, dans une maison qu'il appelle l'Arche. Trosly-Breuil devient ainsi le noyau de la communauté de l'Arche.
- Élodie Gossuin, (Miss France et Miss Europe 2001) a grandi et réside à Trosly-Breuil.
- Thomas Philippe, prêtre dominicain mort à Trosly-Breuil en 1993, accompagnateur de la communauté de l'Arche pendant environ vingt-cinq ans, mais dont la réputation a été ternie à la suite de scandales d'abus sexuels au sein de l'Église, révélés environ vingt ans après sa mort.

### Décoration

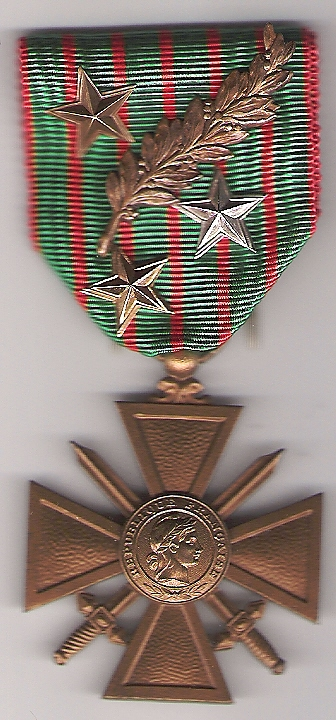
Une Croix de guerre 1914-1918.

La commune a reçu la Croix de guerre 1914-1918.